# ミルキィパッション
『'ミルキィパッション'　道玄坂・愛の城』（みるきぃぱっしょん どうげんざか・あいのしろ）は、森園みるくの漫画作品。大陸書房発行の『メヌエット』に連載された。
また、それを原作とする1990年発売のOVAで松竹富士の配給で単館上映後、大陸書房から発売された。販売はセガ・エンタープライゼス。30分の短編。以下で詳述。 

## 物語
奥手で地味な20歳の女の子、博海。会社で憧れの人、大月にはその存在さえ気がついてもらえないほど。ある日、正体不明の男たちに「大事な話がある」と連れて来られた先は、なんとラブホテル! しかもイケメンな支配人、藤原にホテルの社長になってほしいと頼まれる。

## OVA
レディースコミック、俗にいうレディコミブームを当て込んで企画された作品。『装甲騎兵ボトムズ』のビデオ版オープニング・アニメーション、『蒼き流星SPTレイズナー』、『機甲猟兵メロウリンク』、『シティーハンター』とサンライズ作品の数々の傑作回を手がけてきた今西演出×谷口作監のコンビ作であったが、アウベック作品において本作は『ギャラガ』と『カプリコン』の谷間に没した小品となっている。
谷口守泰デザインのキャラクターは原作のムードを生かす描線で仕上げられていながらも、作画作業はアニメアールから原画マンを出すこともなく、土屋幹夫を除きアウベックの第二原画担当クラスの作画陣で編成されており、スケジューリングを含め、やっつけ仕事の感が否めない。そのスケールダウンした体制への認識があったのか、ビデオパッケージでは制作にアウベックと表記されているものの、本編クレジットはアウベック社内の作画スタジオを指すアニメーション501とされた。この501のクレジットは以後アウベックがアダルト作品を制作したさいのクレジットでも用いられることになる。

### メインスタッフ
- 製作：大町繁
- 企画：塚田友宏
- プロデューサー：高野宏、松浦賢子
- 原作：森園みるく
- 監督・脚本・絵コンテ：今西隆志
- キャラクターデザイン・作画監督：谷口守泰
- 撮影：小山信夫
- 音楽：千田啓子
- 美術：内田好之
- 制作：アニメーション501
- 製作：大陸書房

### キャスト
- 水谷優子
- 塩沢兼人
- 関俊彦
- 勝生真沙子 他